# أم السعف والليف
أم السعف والليف هي حكاية خيالية خليجية ابتدعها الأهالي لإخافة الأطفال وحمايتهم ومنعهم من الخروج من المنزل في الأوقات التي لا يرغبون بخروج أطفالهم فيها، وخاصة فترة الليل المتأخر من ليالي الشتاء الباردة والمظلمة، حتى لا يصاب الأطفال بنزلات البرد.

## التسمية
أم السعف والليف هي تسمية النخلة لأنها تحتوي على السعف والليف، ونظرًا لارتباط أبناء الخليج بهذه الشجرة، استمدوا منها حكاياتهم الخيالية لتخويف أبنائهم بأم كربة أو أم السعف والليف بهدف ردعهم بشخصية تشعل العنان لخيالهم فيتوقفوا عن العناد.

## الشكل
هناك من ادَّعى أنه رآها تخرج من بين الخرائب والبيوت المهجورة، أو من بين المزارع البعيدة، ووصفها بأنها امرأة عجوز لها شعر أشعث وقبيحة المنظر والمظهر بشكل مخيف، تظهر بالليل وتتكلم بكثرة وتردد كلام غير مفهوم، وكانت تجوب الأحياء.

## الحكاية
تسكن أم السعف والليف فوق قمم أشجار النخيل، وتختبئ بين أغصان النخيل، وعند هبوب الرياح الشديدة أو نزول الأمطار الغزيرة واهتزاز جريد النخيل بقوة، كان الأهالي يخوفون الأطفال بأن أم السعف والليف موجودة فوق النخيل وبين الأغصان، وأنها ستنزل وتخطف الأطفال. فإذا رأوها كانوا يقرأون القرآن أو الأذكار المحصنة من الجن والشياطين للوقاية منها.